# NGC 5755

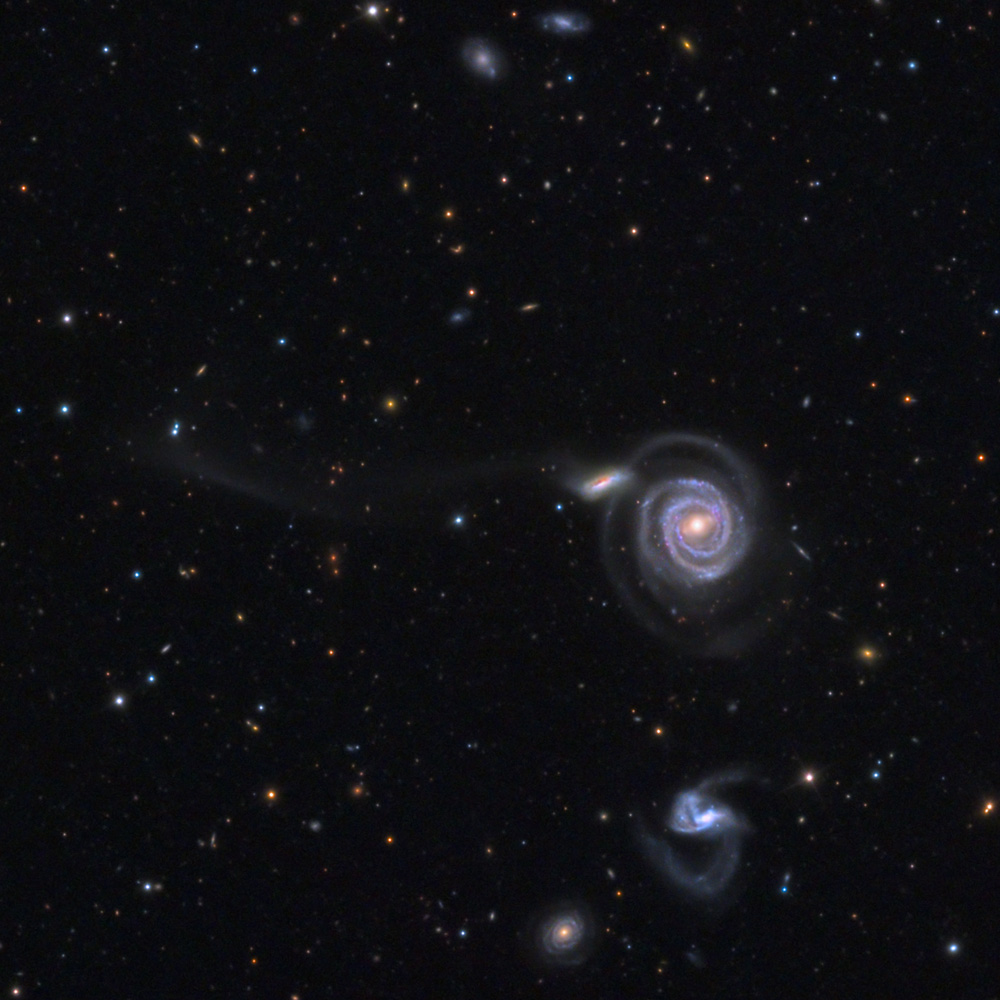
NGC 5752, NGC 5754, NGC 5755, NGC 5753 = Arp 297

NGC 5755 is een balkspiraalstelsel in het sterrenbeeld Ossenhoeder. Het hemelobject werd op 1 april 1878 ontdekt door de Ierse astronoom Lawrence Parsons. Samen met NGC 5752, NGC 5753 en NGC 5754 behoort het tot de kleine cluster Arp 297.

## Synoniemen
- UGC 9507
- MCG 7-30-63
- ZWG 220.53
- Arp 297
- PGC 52690